# Chalcogorgia pellucida
Chalcogorgia pellucida är en korallart som beskrevs av Bayer 1949. Chalcogorgia pellucida ingår i släktet Chalcogorgia och familjen Chrysogorgiidae. Inga underarter finns listade i Catalogue of Life.